# Panggautan
Panggautan is een bestuurslaag in het regentschap Mandailing Natal van de provincie Noord-Sumatra, Indonesië. Panggautan telt 1373 inwoners (volkstelling 2010).